# Hanga (Namtumbo)
Hanga ist ein Verwaltungsbezirk (Ward) des Distrikts Namtumbo in der tansanischen Region Ruvuma.

## Geografie
Hanga liegt im Südwesten von Tansania nordöstlich der Regionshauptstadt Songea. Der Bezirk grenzt im Norden an Mputa, im Osten an Namtumbo und Litola, im Süden an Namabengo, Msindo und Tanga, im Südwesten an Mpandangindo und im Westen an Mtyangimbole. Bei der Volkszählung 2022 lebten 17.998 Menschen in 4603 Haushalten auf einer Fläche von 282 Quadratkilometern.

## Gliederung
Der Bezirk besteht aus fünf Gemeinden (Mtaa) mit 26 Orten (Kitongoji):
| Hanga - Mfaranyaki - Hanga Kati A - Hanga Kati B - Bombambili | Ruvuma - Narukama - Juhudi - Twende Pamoja - Mtulanjiwa - Nambunju - Nambango | Mawa - Muungano A - Muungano B - Ukombozi - Muungano Kidalini - Kichangani | Mageuzi - Mkanyageni - Madukani Stand - Kilawalawa - Nanungu - Kibaoni - Amani | Mlilayoyo - Njomlole - Ilala - Mabatini - Kichangani - Mgulani |

## Infrastruktur
- Bildung: Im Bezirk liegen vier weiterführende Schulen.[8] Die Nanungu Secondary School ist eine staatliche Schule, mit einer Ausbildung bis zur 4. Stufe für Tages- und Internatsschüler.[9] Die drei anderen Schulen werden von der römisch-katholischen Kirche geführt und bieten ebenfalls eine Ausbildung bis zum „Ordinary Level“ an. Die Colland Secondary School ist eine Internatsschule für Knaben,[10] die St. Benedict Secondary School eine für Mädchen.[11] Die Hanga Religious Seminary ist eine 1963 gegründete Knabenschule mit religiösem Schwerpunkt und einem klösterlichen Lebensstil.[12]
- Gesundheit: In der Gemeinde Hanga liegt ein von der römisch-katholischen Kirche geleitetes Gesundheitszentrum.[13] In den Gemeinden Ruvuma,[14] Mawa,[15] Mageuzi[16] und Mlilayoyo[17] gibt es je eine staatliche Apotheke.
- Verkehr: Durch den Westen des Bezirks verläuft die asphaltierte Nationalstraße T6 von Songea zum Malawisee.[18]